# 1310년

## 연호
- 원(元) 지대(至大) 3년
- 일본(日本) 엔쿄(延慶) 3년
- 쩐 왕조(陳朝) 흥롱(興隆) 18년

## 기년
- 원(元) 무종(武宗) 3년
- 고려(高麗) 충선왕(忠宣王) 복위 2년
- 쩐 왕조(陳朝) 영종(英宗) 18년

## 탄생
- 월일 미상 - 200대 로마 교황 우르바노 5세
- 4월 30일 - 폴란드의 왕 카지미에시 3세
- 음력 4월 16일 - 고려의 윤지표(尹之彪)

## 사망
- 음력 1월 10일 - 이행검(李行儉)
- 음력 5월 29일 - 고려의 세자 왕감(王鑑)
- 음력 7월 24일 - 고려의 민훤(閔萱)
- 음력 11월 22일 - 고려의 김지숙(金之淑)